# تا دو والپلاین
تا دو والپلاین (به لاتین: Tête de Valpelline) یک کوه در سوئیس است که در کانتون وله واقع شده‌است. تا دو والپلاین ۳٬۷۹۹ متر بالاتر از سطح دریا واقع شده‌است.